# Incarracay (Bolivia)
Incarraqay, también escrito Inka Raqay, es un yacimiento arqueológico de Bolivia, ubicado en el municipio de Sipe Sipe en la provincia de Quillacollo del departamento de Cochabamba. La zona se encuentra en la comunidad Linku, y forma parte del Parque nacional Tunari.
El nombre proviene del quechua Inca 'Inca' y Raqay 'ruina', "edificio demolido", "edificio sin techo".
Junto a otros sitios arqueológicos incaicos, Incarraqay fue declarada Monumento Arqueológico Nacional por Ley Nº 3479 de 22 de septiembre del 2006. Luego en 2012, el sitio fue declarado Patrimonio Histórico y Cultural del Estado Plurinacional de Bolivia mediante la Ley Nº 295. En 2014 se instaló señalética en el sitio arqueológico para identificar los senderos.
Algunos de los riesgos que sufre el sitio de Incarraqay incluyen los chaqueos, la urbanización y las celebraciones ancestrales.
Un candidato a la alcaldía de Sipe Sipe en las elecciones subnacionales de 2021 propuso un proyecto de un teleférico que una a la ciudad con el sitio de Incarracay.